# Werchnije Mandrogi
Werchnije Mandrogi (russisch Верхние Мандроги) ist ein Dorf in der Oblast Leningrad (Russland) mit 238 Einwohnern (Stand 1. Januar 2024).

## Geographie
Der Ort liegt am linken Ufer des Flusses Swir, der den Onegasee mit dem Ladogasee verbindet. Es befindet sich westlich der Stadt Podporoschje unweit der Grenze zur Republik Karelien. Administrativ gehört es zur Stadtgemeinde (gorodskoje posselenije) Waschiny des Rajons Podporoschje. Die Siedlung städtischen Typs Waschiny liegt etwa 15 km nordöstlich, die Stadt Podporoschje 20 km östlich von Werchnije Mandrogi.

## Geschichte
Mandrogi ist ein ehemaliges Fischerdorf, das sich seit der Eröffnung der Flussverbindung bis zur Ostsee, besonders unter dem Zaren Peter dem Großen, kontinuierlich entwickelte. Bis zum Ausbruch des Zweiten Weltkrieges gab es auf der Insel 29 Höfe mit mehr als 100 Einwohnern, die dem Volk der Wepsen angehörten. Am Ende des Krieges wurde der Ort durch einen Brand vollständig zerstört, die Menschen zogen weg. Die verbleibenden steinernen Fundamente der Gebäude wurden schrittweise von der Natur zurückerobert.
Anfang der 1990er-Jahre kaufte ein reich gewordener Russe das Gebiet und die Überreste des ehemaligen Dorfes. Er lud die besten Holzbaukünstler Russlands ein, hier ihre altrussische Baukunst zu demonstrieren. Bis zum Jahr 1996 entstand das frühere Fischerdorf nun als Museumsdorf völlig neu, 1999 erhielt es als Werchnije Mandrogi (russisch/wepsisch etwa „Obere Stromschwelle“) wieder den offiziellen Status eines Dorfes.
Neben den ständigen Einwohnern kommen weitere 200 Menschen täglich zur Arbeit in den Ort. Es gibt einen Kindergarten und eine Schule.

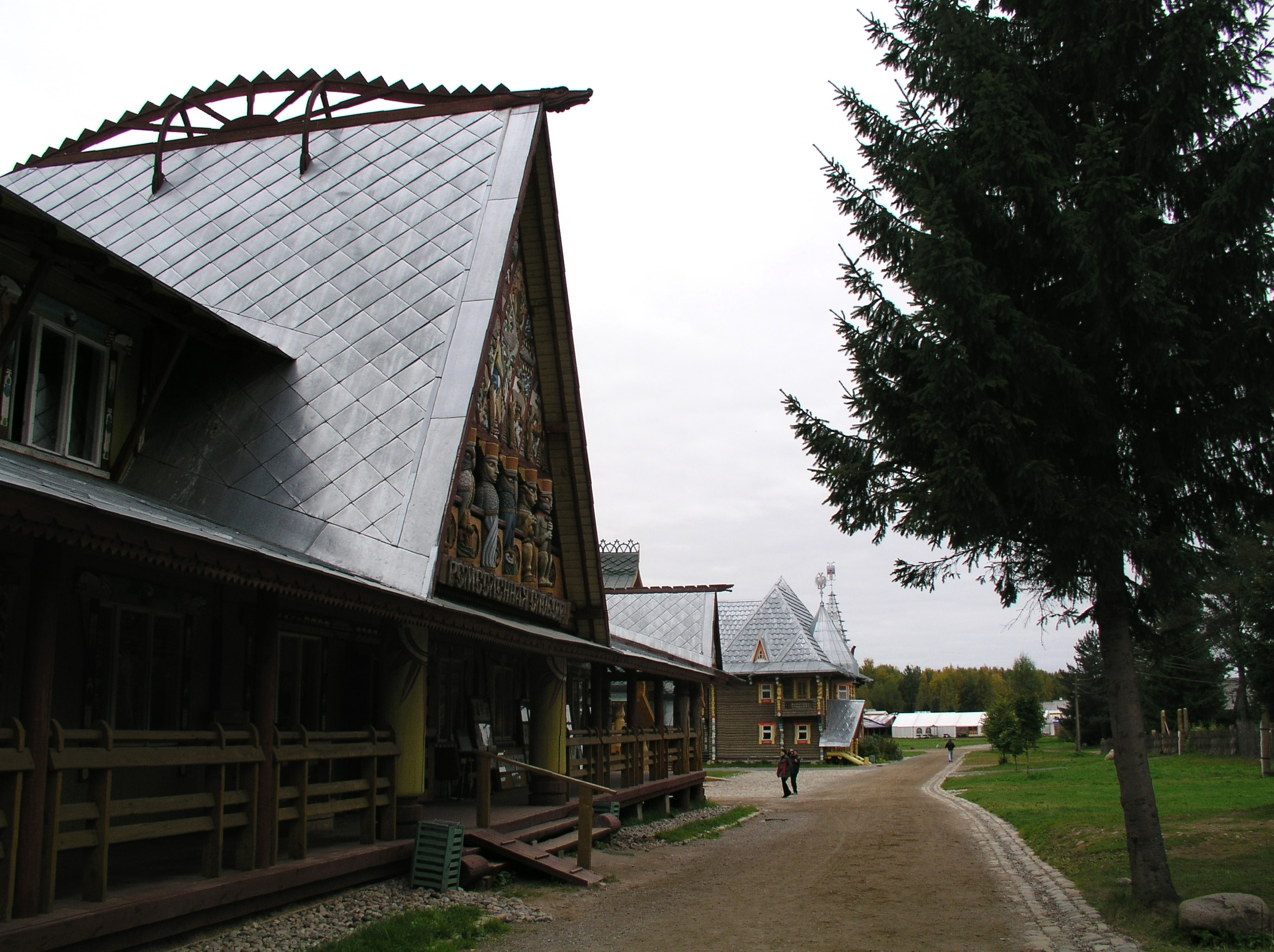
Einige Häuser in Mandrogi
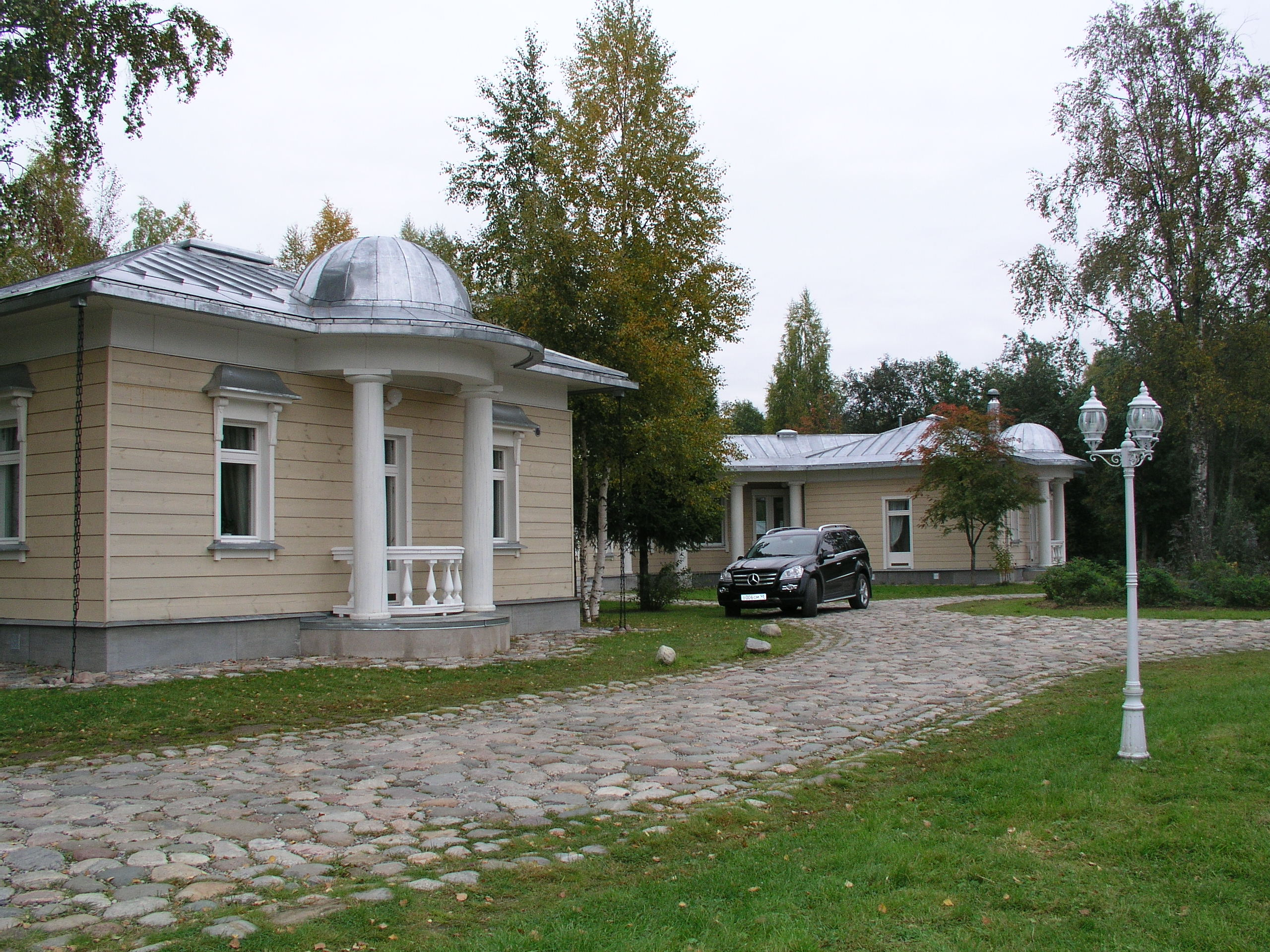
Gutshaus
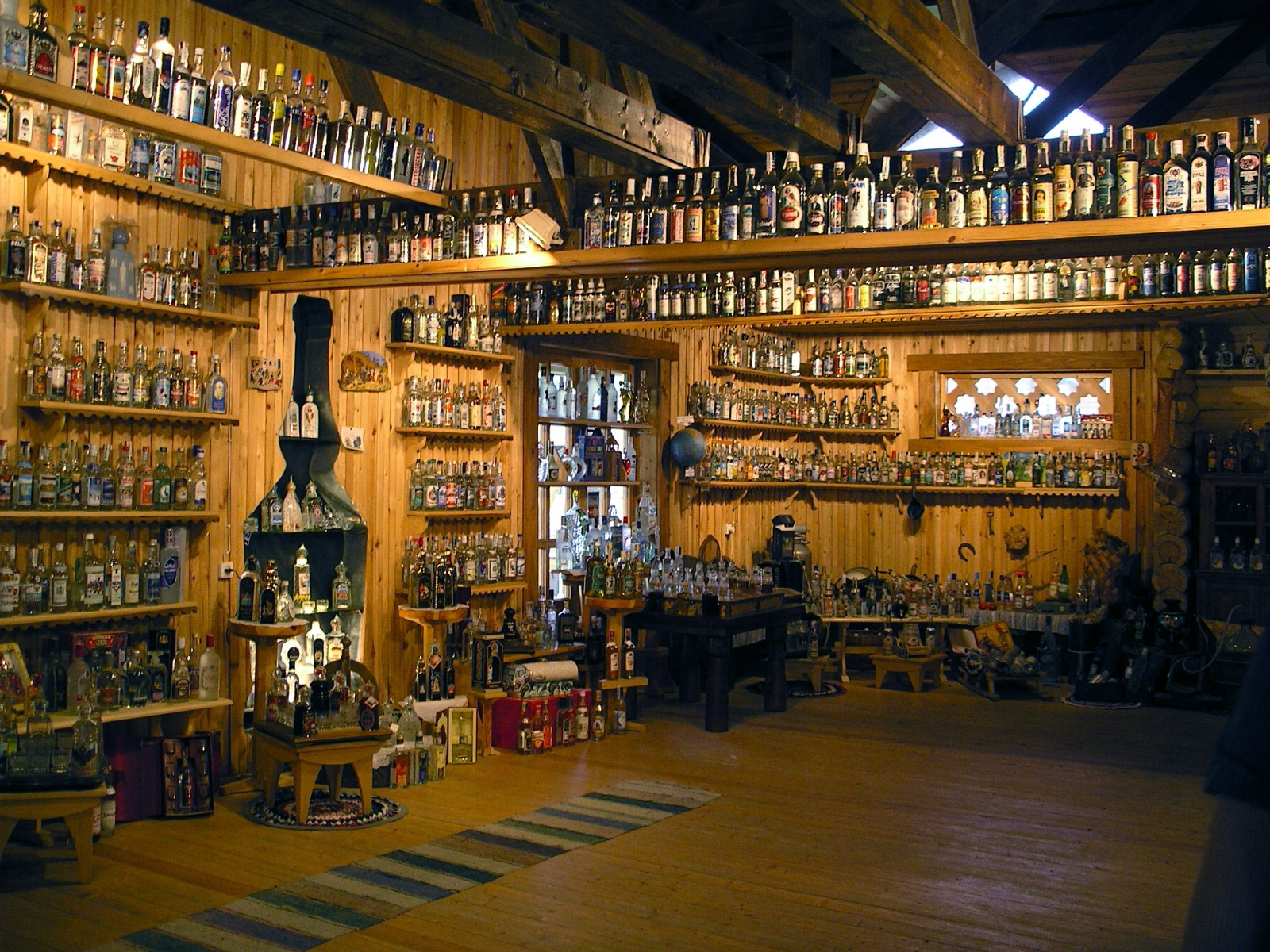
Wodka-Museum

## Sehenswertes
Bunte Holzschlösschen im altrussischen Stil der Bojarenhäuser bestimmen das gesamte Dorfensemble, das in einen großen weitläufigen Erholungs- und Naturpark eingebettet ist. Die Gebäude dienen einerseits als Bauernhäuser, werden andererseits von Privatpersonen als Sommerwohnsitz benutzt. Außerdem beherbergen sie ein Postamt, zwei Hotels, Shops und Kunsthandwerksboutiquen. Hauptbesucher des Museumsdorfes sind die zahlreichen Touristen der Kreuzfahrtschiffe, die in den Sommermonaten zwischen Moskau und Petersburg verkehren und hier anlegen.
In Mandrogi wurden vier alte Werkstätten des Handwerks wiederaufgebaut, die aktiv betrieben und von den Touristen besichtigt werden können. Die Besucher können unter fachmännischer Anleitung auch selbst töpfern, schnitzen, weben, sticken oder Matrjoschkas bemalen. Als Anziehungspunkt hat sich das Wodka-Museum entwickelt, in welchem über 2800 Sorten Wodka zusammengetragen sind, es darf auch probiert werden.
Ein Sommerhaus im Stil eines Gutshauses mit eigenem Bootssteg befindet sich ganz im Osten der Insel. Hier verbrachte der russische Präsident Wladimir Putin zwischen 2001 und 2003 seine Sommermonate.
Auf dem Areal von Mandrogi wurde auch ein Minitierpark angelegt, in dem typische Tiere, die früher in russischen Dörfern gehalten wurden, zu sehen sind, wie Pferde, Kaninchen und Wachteln. Eine nostalgisch angelegte kleine Fähre verbindet die Insel mit einem Märchenwald, in dem neun Szenen aus der Glinkas Oper Ruslan und Ljudmila (nach Puschkin) in überlebensgroßen Figuren dargestellt sind.

## Quelle
- Besucherfaltblatt Russland. Gebiet Leningrad. Das Dorf Werchnie Mandrogi. 2008